# Solvitxegodsk
Solvitxegodsk (en rus Сольвычегодск) és una ciutat de l'óblast d'Arkhànguelsk, a Rússia. Es troba a la riba dreta del riu Vítxegda, a 25 km al nord-est de Kotlas i a 484 km al sud-est d'Arkhànguelsk.
Fou fundada al segle xiv a la vora del llac Solianoie. La vila s'anomenà Ussolsk durant el segle xv. Durant els segles xvi i xvii la vila tenia un comerç i una artesania molt actius i era el centre cultural del nord de Rússia. Era molt coneguda pel treball de l'esmalt. El 1796 passà sota la jurisdicció del Govern de Vólogda. El 1937 finalment fou annexionada a l'óblast d'Arkhànguelsk.